# سانت ميمي
سانت ميمي (النطق الفرنسي لها هو: [sɛ̃ mɛmi]) هي بلدية محلية في قسم مارني في شمال شرق فرنسا.

## أنظر أيضا
- كوميونات قسم مارن